# Richard Woodville (1er comte Rivers)
Pour les articles homonymes, voir Richard Woodville.
Richard Woodville ou Wydeville (mort le 12 août 1469), 1er comte Rivers (en), est un important baron anglais du XVe siècle.

## Biographie
Il est le fils de Richard Wydeville (mort vers 1441), un soldat et administrateur anglais issu d'une modeste famille de la gentry du Northamptonshire. Son père fit une remarquable carrière, ayant d'abord été capitaine durant les campagnes militaires d'Henri V d'Angleterre en France (1415 et 1417), puis sénéchal de Normandie (1420), chambellan du régent d'Angleterre (le duc de Bedford Jean de Lancastre), lieutenant de Calais (1427 puis 1435), ministre des finances (1423), membre du Parlement pour le Kent en 1433, et shérif du Northamptonshire. Sa carrière exemplaire servit de modèle à son fils.
Celui-ci entame une carrière militaire semblable à celle de son père. Grâce aux connexions de ce dernier, il est adoubé chevalier par le roi Henri VI d'Angleterre en 1426. Il est capitaine en 1429, au service du roi en France (1433), puis du régent (1435). Il est présent à la bataille de Gerberoy (1435), où il est apparemment capturé. Il est au service de William de la Pole, duc de Suffolk, en 1435-1436 ; de Jean Beaufort, duc de Somerset, en 1439 ; et de Richard Plantagenêt, duc d'York, en 1441-1442. On lui confie la fonction de capitaine d'Alençon vers 1441.
Mais il doit surtout sa bonne fortune à une rencontre faite à la cour royale en 1435. C'est là qu'il fait la connaissance de Jacquette de Luxembourg, alors femme de l'ancien régent Jean de Lancastre. Ce dernier meurt en 1435, et Woodville, alors qu'il est chargé par Henri VI de ramener sa veuve en Angleterre, l'épouse secrètement en mars 1437. Cette mésalliance provoque des remous à la cour, et il est puni d'une amende de 1 000 livres pour l'avoir épousée sans autorisation. En effet, Jacquette de Luxembourg est issue de la famille des comtes de Saint-Pol, une branche cadette de la Maison royale de Luxembourg. Il est néanmoins autorisé à garder le douaire de sa femme, ce qui améliore considérablement sa condition.
Après avoir combattu sur le sol français durant la guerre de Cent Ans, il est créé baron Rivers par le roi Henri VI en 1448, puis fait chevalier de la Jarretière en 1450. Il débute la guerre des Deux-Roses dans le camp lancastrien. Chargé de protéger la flotte lancastrienne de Sandwich, il est capturé le 15 janvier 1460 par Édouard de March, qui ironise sur son statut social. Ce dernier devient roi d'Angleterre en 1461 sous le nom d'Édouard IV. En 1464, le jeune roi fait la rencontre d'Élisabeth, la fille aînée de Richard, prétendument à l'instigation de Jacquette. Leur mariage, secret tout d'abord puis officiel, rallie la famille Woodville au camp yorkiste.
Ce mariage permet l'ascension rapide des Woodville et l'élève parmi les familles les plus puissantes d'Angleterre. Richard Woodville est titré comte Rivers et nommé Lord Trésorier en 1466, puis Lord Grand Connétable l'année suivante[Information douteuse]. Pour l'ancienne noblesse, cependant, les Woodville ne sont que des parvenus, et le comte de Warwick Richard Neville, jusqu'alors le plus puissant baron d'Angleterre, voit d'un mauvais œil la façon dont le roi se détourne de lui au profit de son nouveau beau-père.
En 1469, Warwick se révolte contre Édouard et remporte une grande victoire à Edgecote Moor le 26 juillet. Craignant pour leurs vies, Richard Woodville et son deuxième fils John prennent la fuite, mais ils sont capturés dans la forêt de Dean et exécutés à Kenilworth sur ordre de Warwick le 12 août.

## Mariage et descendance
Richard Woodville et son épouse Jacquette de Luxembourg ont quatorze enfants. Parmi ceux-ci douze atteignent l'âge adulte :
- Élisabeth (vers 1437-1492), épouse John Grey, puis le roi Édouard IV d'Angleterre[1] ;
- Lewis (vers 1438), mort en bas âge[1] ;
- Anne (vers 1439-1489), épouse William Bourchier, vicomte Bourchier, puis George Grey, 2e comte de Kent[1] ;
- Anthony[1] (vers 1440-1483), 2e comte Rivers, épouse Élisabeth de Scales, puis Mary FitzLewis ;
- Jacquetta (vers 1444-1509), épouse John le Strange, 8e baron Strange de Knockin[1] ;
- John (vers 1445-1469), épouse Catherine Neville, duchesse douairière de Norfolk[1] ;
- Martha (vers 1448-vers 1500), épouse John Bromley[1] ;
- Lionel (vers 1450-1484), évêque de Salisbury[1] ;
- Eleanor (vers 1452-1512), épouse Anthony Grey[1] ;
- Richard (vers 1453-1491), 3e comte Rivers ;
- Margaret (vers 1454-1492), épouse Thomas FitzAlan, 10e comte d'Arundel[1] ;
- Édouard (vers 1454/1458-1488), soldat et courtisan[1] ;
- Marie (vers 1456-1481), épouse William Herbert, 2e comte de Pembroke[1] ;
- Catherine (vers 1458-1497), épouse Henry Stafford, 2e duc de Buckingham, puis Jasper Tudor, 1er duc de Bedford, puis Richard Wingfield[1].